# سید مجید هدایت‌زاده
سید مجید هدایت‌زاده (زاده ۲ خرداد ۱۳۳۱ مشهد) سیاست‌مدار، دیپلمات و مدیر اجرایی ایرانی است، که آخرین مسئولیت وی مدیر عاملی گروه سرمایه گذاری غدیر است که در تاریخ چهارم مهر ۱۴۰۳ منتصب شدند و تا اکنون ادامه دارد. از سوابق شغلی ایشان می‌توان به مدیرعاملی شرکت بازرگانی نفت ایران و معاون مدیرعامل شرکت ملی نفت ایران در امور بین‌الملل اشاره کرد. وی از نجات‌یافتگان بمب‌گذاری دفتر حزب جمهوری اسلامی در تاریخ ۷ تیر ۱۳۶۰ است. او در سال ۱۳۶۲ در دولت سوم، برای دوره کوتاهی سرپرستی وزارت بازرگانی را برعهده داشت.
هدایت‌زاده دانش‌آموخته کارشناسی مدیریت بازرگانی از مدرسه عالی بازرگانی و کارشناسی ارشد مدیریت اجرایی از دانشگاه اکلاهمای مرکزی است. وی فعالیت شغلی خود را از وزارت بازرگانی آغاز کرد و تا معاونت بازرگانی خارجی این وزارتخانه پیش رفت، ولی در اواسط دهه ۱۳۶۰ به وزارت نفت نقل مکان کرد و به‌عنوان معاون امور بین‌الملل وزیر نفت منصوب شد، همچنین با حفظ سِمت، مدیریت امور بین‌الملل شرکت ملی نفت ایران و ریاست هیئت مدیره شرکت بازرگانی نفت ایران را نیز برعهده داشت. هدایت‌زاده در سال ۱۳۶۹ به وزارت امور خارجه انتقال یافت و در فاصله سال‌های ۱۳۷۰ تا ۱۳۷۷ سفیر ایران در ایتالیا بود. وی در سال ۱۳۷۹ بار دیگر به وزارت نفت بازگشت و به مدیرعاملی شرکت بازرگانی نفت ایران منصوب شد و تا سال ۱۳۸۴ در این جایگاه فعالیت نمود.